# IC 248
IC 248 — галактика типу Sa (спіральна галактика) у сузір'ї Овен.
Цей об'єкт міститься в оригінальній редакції індексного каталогу.